# 佐和隆光
佐和 隆光（さわ たかみつ、1942年11月13日 - 2025年5月17日）は、日本の経済学者。京都大学名誉教授、国立情報学研究所名誉教授。元滋賀大学学長。専攻は計量経済学、統計学、環境経済学。経済学博士（東京大学、1971年）。

## 経歴
1942年、和歌山県伊都郡高野町に生まれる。京都学芸大学附属桃山中学校、京都府立桃山高等学校を経て、東京大学文科一類に入学。1965年、東京大学経済学部を卒業。1967年、東京大学大学院経済学研究科修士課程を修了。東京大学経済学部助手を経て、1969年に京都大学経済研究所助教授に就いた。 1971年、学位論文『計量経済学の統計理論』を東京大学に提出して経済学博士の学位を取得。1980年、教授昇進、京都大学経済研究所所長。
現在までに、Econometric SocietyのFellow、東京大学新聞研究所客員教授、京都大学大学院エネルギー科学研究科教授、国立情報学研究所副所長、京都大学経済研究所特任教授を務めた。学界では、環境経済・政策学会会長、第3回環境経済学世界大会組織委員長、中央環境審議会委員、交通政策審議会環境部会長を務めた。2010年に第12代滋賀大学学長となり、2016年まで務めた。
2025年5月17日夜、慢性心不全のため京都市内の自宅で死去した。82歳没。死没日付をもって正四位に叙された。

### 職歴
- 1967年 - 東京大学経済学部助手
- 1969年 - 京都大学経済研究所助教授（旧資源経済研究部門）
- 1970年 - スタンフォード大学研究員（ - 1971年）
- 1975年 - イリノイ大学客員教授（ - 1977年）
- 1977年 - イリノイ大学教授（ - 1978年）
- 1980年 - 京都大学経済研究所教授（産業統計研究部門）[9]
- 1986年 - 京都大学経済研究所教授（数量産業分析研究部門）、日本統計学会理事長（ - 1988年）
- 1986年 - 東京大学新聞研究所客員教授併任
- 1990年 - 京都大学経済研究所所長（ - 1994年）
- 1995年 - 京都大学経済研究所所長（ - 1999年）、環境経済・政策学会会長（ - 2005年）
- 1997年 - 京都大学大学院エネルギー科学研究科教授併任
- 2000年 - 国立情報学研究所副所長（ - 2002年）
- 2001年 - 京都大学経済研究所所長（ - 2006年）
- 2006年 - 立命館大学政策科学部教授および京都大学経済研究所特任教授
- 2010年 - 滋賀大学学長（ - 2016年）
- 2023年 - 日本学士院会員[10]

### 学内における主な役職
- 京都大学経済研究所所長（1990年4月 - 1994年3月）
- 京都大学経済研究所所長（1995年4月 - 1999年3月）
- 京都大学経済研究所所長（2001年4月 - 2006年3月）

### 学外における主な役職
- 公益財団法人野村財団理事
- 財団法人社会経済生産性本部理事
- 財団法人日本環境協会理事
- 財団法人大林都市研究振興財団理事
- 財団法人関西エネルギー・リサイクル科学研究振興財団理事
- 財団法人稲盛財団評議員
- 財団法人住友生命健康財団評議員
- 財団法人村田学術振興財団評議員
- 財団法人自然エネルギー財団理事
- 特定非営利活動法人環境エネルギー政策研究所顧問

## 受賞・栄典
- 1970年 - 日経・経済図書文化賞
- 1997年 - エネルギーフォーラム賞
- 2007年 - 紫綬褒章[11]
- 2019年 - 瑞宝重光章[12][13]

## 研究内容・業績
- 計量経済学者として1960年代後半から80年代初めにかけ多数の論文を公刊した。
- 80年代以降は経済論壇において盛んに活躍、一般向けの著作を多数出版している。
- 著書『経済学とは何だろうか』では、トーマス・クーンのパラダイムの概念を新古典派～ケインジアン～新古典派総合～ルーカス反革命という一連の経済学説の流れにあてはめて見せた。
- 近年は環境問題にも関心を注いでいる。

## 家族・親族
- 父：佐和隆研は美術史学者・密教学者。京都市立芸術大学学長を務めた[2]。
- 弟：佐和良作は元日本銀行勤務、大阪商業大学教授。[要出典]

## 著書

### 単著
- 『計量経済学の基礎――モデル分析の手法と理論』（東洋経済新報社、1970年）
- 『初等統計解析』（新曜社 1974年／改訂版、1985年）
- 『数量経済分析の基礎』（筑摩書房、1974年／増補版、1977年）
- 『回帰分析』（朝倉書店、1979年）
- 『経済学の世界アメリカと日本』（東洋経済新報社、1979年）
- 『経済学とは何だろうか』（岩波新書、1982年）
- 『虚構と現実――社会科学の「有効性」とは何か』（新曜社、1984年）
- 『高度成長――「理念」と政策の同時代史』（日本放送出版協会［NHKブックス］、1984年）
- 『文化としての技術――ソフト化社会の政治経済学』（岩波書店、1987年／同時代ライブラリー、1991年）
- 『経済学における保守とリベラル』（岩波書店、1988年）
- 『パラダイム・シフト技術と経済』（筑摩書房、1988年）
- 『20世紀末の思潮――ポスト・モダンからネオ・モダニズムへ』（朝日新聞社、1989年）
- 『「大国」日本の条件』（日本経済新聞社、1989年）
- 『豊かさのゆくえ――21世紀の日本』（岩波ジュニア新書、1990年）
- 『これからの経済学』（岩波新書、1991年）
- 『尊厳なき大国』（講談社、1992年）
- 『成熟化社会の経済倫理』（岩波書店、1993年）
- 『平成不況の政治経済学――成熟化社会への条件』（中公新書、1994年）
- 『資本主義の再定義』（岩波書店、1995年）
- 『日本の難問――閉塞の日本と勃興のアジア』（日本経済新聞社、1997年）
- 『地球温暖化を防ぐ――20世紀型経済システムの転換』（岩波新書、1997年）
- 『漂流する資本主義――危機の政治経済学』（ダイヤモンド社、1999年）
- 『経済学の名言100』（ダイヤモンド社、1999年）
- 『21世紀の問題群――持続可能な発展への途』（新曜社、2000年）
- 『市場主義の終焉――日本経済をどうするのか』（岩波新書、2000年）
- 『資本主義は何処へ行く』（NTT出版、2002年）
- 『経済学への道』（岩波書店、2003年）
- 『日本の「構造改革」――いま、どう変えるべきか』（岩波新書、2003年）
- 『この国の未来へ――持続可能で「豊か」な社会』（ちくま新書、2007年）
- 『佐和教授 はじめての経済講義』（日本経済新聞社、2008年）
- 『グリーン資本主義――グローバル「危機」克服の条件』（岩波新書、2009年）
- 『日本経済の憂鬱 デフレ不況の政治経済学』ダイヤモンド社 2013年
- 『経済学のすすめ 人文知と批判精神の復権』岩波新書、2016年

### 共著
- （伊藤滋）『未来史のなかのメガシティ――空間のパラダイム生産のパラダイム』（三田出版会、1992年）
- （石川経夫・宇沢弘文・内橋克人・宮本憲一）『社会の現実と経済学――21世紀に向けて考える』(岩波書店, 1994年)
- （青木保・中村雄二郎・松井孝典）『21世紀問題群ブックス（全24巻）』（岩波書店、1995年-1996年）
- （堤清二）『日本型経済システムを超えて』（岩波ブックレット、1997年）
- （浅田彰・小池百合子）『富める貧者の国――「豊かさ」とは何だろうか』（ダイヤモンド社、2001年）
- （田中康夫・山口二郎・吉田文和）『市民がつくる公共事業』（岩波ブックレット、2003年）
- 『再生可能エネルギーがひらく未来』エイモリー・ロビンス,新原浩朗,福山哲郎,村上憲郎,槌屋治紀共著 岩波ブックレット 2013年

### 編著
- 『キーワードコレクション経済学』（新曜社、1989年）
- 『現代経済学の名著』（中公新書、1989年）
- 『サービス化経済入門――その全データと展望』（中公新書、1990年）
- 『地球文明の条件』（岩波書店、1995年）
- 『21世紀の問題群――持続可能な発展への途』（新曜社、2000年）
- 『「改革」の条件――市場主義の貧困を超えて』（岩波書店、2001年）
- 『経済学用語辞典』（日本経済新聞社、2006年）
- 『今、義務教育が危ない! 国民のライフラインを守ろう』（ぎょうせい、2007年）
- 『グリーン産業革命――社会経済システムの改編と技術戦略』（日経BP社、2010年）

### 共編著
- （新藤宗幸）『90年代の選択――世界と日本をよむ』（岩波書店、1991年）
- （堤清二）『ポスト産業社会への提言――社会経済生産性本部・社会政策問題特別委員会報告書』（岩波ブックレット、1994年）
- （連合総合生活開発研究所）『環境新時代への挑戦――循環型社会の実現をめざして』（第一書林、2000年）
- （植田和弘）『岩波講座環境経済・政策学(1)環境の経済理論』（岩波書店、2002年）

### 監修
- 『環境経済・政策学の基礎知識 (有斐閣ブックス)』（有斐閣、2006年）
- 『株の絵事典 社会をささえる会社の役割』（PHP研究所、2006年）
- 『入門サステイナビリティ学――循環経済と調和社会へ向けて』（ダイヤモンド社、2008年）

### 訳書
- L・R・クライン『経済予測の理論』（筑摩書房、1973年）
- A・R・バーグストロム『経済モデルの基礎』（東洋経済新報社、1974年）
- C・E・V・レッサー『初等計量経済学』（東洋経済新報社、1977年）
- S・チャタジー, B・プライス『回帰分析の実際』（新曜社、1981年）
- メアリー・ダグラス、バロン・イシャウッド『儀礼としての消費――財と消費の経済人類学』浅田彰共訳（新曜社、1984年）講談社学術文庫、2013年
- アラン・S・ブラインダー『ハードヘッドソフトハート』（TBSブリタニカ、1988年）
- ロバート・カトナー『新ケインズ主義の時代――国際経済システムの再構築』（日本経済新聞社、1993年）
- アンソニー・ギデンズ『第三の道――効率と公正の新たな同盟』（日本経済新聞社、1999年）
- アンソニー・ギデンズ『暴走する世界――グローバリゼーションは何をどう変えるのか』（ダイヤモンド社、2001年）
- スティーヴン・ランズバーグ『ランチタイムの経済学――日常生活の謎をやさしく解き明かす』（日経ビジネス人文庫、2004年）
- ジョン・K・ガルブレイス『悪意なき欺瞞――誰も語らなかった経済の真相』（ダイヤモンド社、2004年）
- ブルーノ・S・フライ、アロイス・スタッツァー『幸福の政治経済学――人々の幸せを促進するものは何か』（ダイヤモンド社、2005年）
- ルイズ・アームストロング『新装版 レモンをお金にかえる法』（河出書房新社、2005年）
- ルイズ・アームストロング『新装版 続・レモンをお金にかえる法』（河出書房新社、2005年）
- ジョン・ケイ『市場の真実――「見えざる手」の謎を解く』監訳 佐々木勉訳（中央経済社、2007年）

### 主要論文
- T.W.Anderson, Naoto Kunimoto and Takamitsu Sawa, "Evaluation of the Distribution Function of the Limited Information Maximum Likelihood Estimator," Econometrica, 50,4: 1009-1027, 1982
- T.W.Anderson and Takamitsu Sawa, "Evaluation of the distribution Function of the Two-Stage Least Squares Estimate," Econometrica, 47: 163-182, 1979
- Takamitsu Sawa, "Information Criteria for Discrimination among Alternative Regression Models," Econometrica, 46: 1273-1291, 1978
- Takamitsu Sawa, "The Exact Moments of the Least Squares Estimator for the Autoregressive Model," Journal of Econometrics, 8: 159-172, 1978
- T.W.Anderson and Takamitsu Sawa, "Two-Stage Least Squares: In Which Direction should the Residuals be Minimized," Journal of the American Statistical Association, 72 : 187-191, 1977
- Satoru Kanoh and Takamitsu Sawa, "What can we infer from Single Aggregated Proportion?" International Economic Review, 17, 3: 765-768, 1976
- Takamitsu Sawa "Estimation of a Stochastically Dependent Equations System," Journal of the Japanese Statistical Association, 3, 2: 69-87, 1974
- T.W.Anderson, K.Morimune and Takamitsu Sawa, "Identification and Normalization: A Note, "Journal of Econometrics, 2, 4: 389-391, 1985
- T.W.Andesrson, Kimio Morimune and Takamitsu Sawa, "The Numerical Values of Some Key Parameters in Econometric Models," Journal of Econometrics, 21, 2: 229-243, 1983
- Takamitsu Sawa "The Mean Square Error of a Combines Estimator and Numerical Comparison with the TS LS Estimator," Journal of Econometrics, 1, 2: 115-132, 1973
- Takamitsu Sawa and T.Hiromatsu, "Minimax Regret Significance Points for a Preliminary Test in Regression Analysis," Econometrica, 41, 6: 1093-1101, 1973
- T.W.Anderson and Takamitsu Sawa,"Distributions of Estimates of coefficients of a Single Equation in a Simultaneous System and their Asymptotic Expansions," Econometrica, 41, 4: 683-714,1973
- Takamitsu Sawa "Almost Unbiased Estimator in Simultaneous Equation Systems," International Economic Review, 14, 1: 97-106, 1973
- T.W. Anderson and Takamitsu Sawa, "Distributions of Estimates of coefficients of a Single Equation in a Simultaneous System and their Asymptotic Expansions," Econometrica, 41, 4: 683-714,1973
- Takamitsu Sawa "Almost Unbiased Estimator in Simultaneous Equation Systems," International Economic Review, 14, 1: 97-106, 1973*
- Takamitsu Sawa "Finite-Sample Properties of the k-Class Estimators," Econometrica, 40, 4: 653-680, 1972
- Roberto Mariano and Takamitsu Sawa, "The Exact Finite-Sample Distribution of the Limited Information Maximum likelihood Estimator in the Case of Two Included Endogenous Variables," Journal of the American Statistical Association, 67, 337: 159-163, 1972
- Takamitsu Sawa "The Exact Sampling Distribution of Ordinary Least Squares and Two-Stage Least Squares Estimators," Journal of the American Statistical Association, 64,327: 923-937, 1969